# 水沢駿
水沢 駿（みずさわ しゅん、1979年10月17日 - ）は、日本の俳優、タレントである。大阪府出身。太田プロダクション所属。身長180cm。

## 来歴・人物
2000年から2003年まで関西の小劇場を中心に活動する劇団「camp.06」に所属。後に太田プロダクションのワークショップ・オーディション（6期生）を経て同社所属の俳優となる。同期の佐藤峻、同世代の進藤学（オーディション5期生）らと親しい。
タレントデビューは2007年のBS-i『ぱすてる★キッズ』。同年からバラエティ番組『秘密のケンミンSHOW』内ドラマ「県の中心で愛を叫ぶ」の主人公・東京一郎（あずま きょういちろう）役として出演。大阪市内で行われた連続転勤ドラマ「辞令は突然に…」（「県の中心で愛を叫ぶ」の続編）の記者会見で「自由と活気に溢れていて、いい街だなと再認識しました」「僕はミナミ派です」と話し、一方で東京一郎になりきり「転勤には慣れていますけど、大阪人は“別の人種”というか、しゃべり方が怖いイメージがあって…」「人をひきそうな勢いで車を運転しているし、歩行者は信号を守らないし、結構攻めてくる」とコメントした。
2011年3月3日に一般女性との結婚を発表した。

## 出演

### テレビドラマ
- 薔薇のない花屋 第2話（2008年1月、フジテレビ）
- 我はゴッホになる! 〜愛を彫った男・棟方志功とその妻〜（2008年10月25日、フジテレビ） - 佐々木役
- セレブと貧乏太郎（2008年10月 - 12月、フジテレビ） - ラブアリスの社員 役
- RESET 第4話「消えた記憶」（2009年2月、読売テレビ/日本テレビ系）
- チャンス!〜彼女が成功した理由〜（2009年3月7日・14日、フジテレビ） - 加藤 役
- 絶対零度〜未解決事件特命捜査〜 第9話「解放」（2010年6月8日、フジテレビ） - 報道記者 役
- 胡桃の部屋 最終話（2011年8月、NHK）
- 水曜ミステリー9 松本清張特別企画・鉢植を買う女（2011年11月9日、テレビ東京） - 不動産屋 役
- 金曜プレステージ特別企画 悪女たちのメス（2011年12月9日、フジテレビ）
- 知られざる幕末の志士 山田顕義物語（2012年1月2日、MBS/TBS系）
- 鈴子の恋（2012年2月、東海テレビ/フジテレビ系） - 翔崎進 役
- 土曜ワイド劇場
  - 逆転報道の女（2012年2月18日 - 、ABC/テレビ朝日） - 朔悠真 役
  - 終着駅の牛尾刑事VS事件記者・冴子15（2016年1月9日、テレビ朝日） - 森茂之 役
- 恋愛検定 第3話（2012年6月17日、NHK BSプレミアム） - 伊藤朋弘 役
- 月曜名作劇場 税務調査官・窓際太郎の事件簿31（2016年12月12日、TBS） - 浅間恒彦 役

### その他テレビ番組
- ぱすてる★キッズ（2007年1月 - 6月、BS-i） - レギュラー・しゅんすけお兄さん
- 秘密のケンミンSHOW（2007年10月 - 2019年7月、読売テレビ/日本テレビ系）「連続テレビドラマ 県の中心で愛を叫ぶ」及び「連続転勤ドラマ 辞令は突然に…」 - 東 京一郎 役
- 知っとこ!（2012年4月 - 2015年、MBS）「知っとこ!サーチ」リポーターとして不定期出演
- 熱血BO-SO TV（2013年4月 - 2020年、千葉テレビ） - 熱血非常勤社員（リポーター、プレゼンター）として不定期出演

### 舞台
- MEN&MAN 男たちのバラード（2006年12月、シアターサンモール）

### CM
- アットローン（2008年）大塚寧々と共演